# 傅鳴會
傅鳴會（1522年—？），字汝嘉，號亨衢，直隸真定府靈壽縣人，校尉籍，明朝政治人物。

## 生平
嘉靖二十八年（1549年）己酉科順天府鄉試第九十三名舉人。嘉靖二十九年（1550年）中式庚戌科會試第二百十八名，登第三甲第十二名進士。授淮安府推官，三十五年六月选授南京兵科給事中，掌南京京察，出为平阳府知府，四十年六月考察列才力不及。

## 家族
曾祖傅寬；祖父傅千，壽官；父傅洧。嫡母李氏；生母王氏。具庆下。兄鳴世、鳴元（监生）；弟鳴運。
兄傅鸣世（1499年-1570年），字汝凤，号桐冈先生。鳴世曾孫傅永淳，天啓壬戌進士，官吏部尚書。